# The Car (álbum)
The Car es el séptimo álbum de estudio de la banda de rock inglesa Arctic Monkeys, publicado el 21 de octubre de 2022 por Domino Records. El disco está compuesto por el vocalista de la banda, Alex Turner, con producción de James Ford, y fue grabado en las ciudades de París y Londres en el verano de 2021.

## Promoción
El 9 de agosto de 2022, Arctic Monkeys inició su séptima gira internacional sin que se hubiera dado el anuncio de un nuevo álbum o de un single. 
Durante la presentación en el festival Zürich Openair, interpretaron una canción inédita titulada I Ain't Quite Where I Think I Am, lo que hacía evidente que pronto se darían detalles de un nuevo lanzamiento. Al día siguiente, Domino Records informó que el 21 de octubre saldría a la venta The Car, séptimo álbum de estudio de la banda.
Nueve días después, fue publicado en plataformas de streaming el sencillo There’d Better Be A Mirrorball. El vídeo oficial supone el debut de Alex Turner en la dirección.
El 29 de septiembre, lanzaron su segundo single Body Paint.
Posteriormente, el 18 de octubre, lanzaron oficialmente el último single del álbum I Ain't Quite Where I Think I Am''.

## Diseño de la portada
La portada del álbum es una fotografía tomada por el baterista de la banda, Matt Helders que fue publicada en un artículo del 2019.

## Lista de canciones
Todas las canciones escritas y compuestas por Alex Turner, excepto donde se especifica. 
| N.º   | Título                                                  | Duración |  |
| 1.    | «There’d Better Be A Mirrorball»                        | 4:25     |  |
| 2.    | «I Ain’t Quite Where I Think I Am»                      | 3:11     |  |
| 3.    | «Sculptures Of Anything Goes» (Alex Turner, Jamie Cook) | 3:59     |  |
| 4.    | «Jet Skis On The Moat» (Alex Turner, Tom Rowley)        | 3:17     |  |
| 5.    | «Body Paint»                                            | 4:50     |  |
| 6.    | «The Car»                                               | 3:18     |  |
| 7.    | «Big Ideas»                                             | 3:57     |  |
| 8.    | «Hello You»                                             | 4:04     |  |
| 9.    | «Mr Schwartz» (Alex Turner, Tom Rowley)                 | 3:30     |  |
| 10.   | «Perfect Sense»                                         | 2:47     |  |
| 37:18 |                                                         |          |  |